# Fall Isla Bryson
Der Fall Isla Bryson ist ein im Vereinigten Königreich breit diskutierter Kriminalfall. Es geht um eine wegen zweifacher Vergewaltigung verurteilte Transfrau und die Frage, ob sie in einem Gefängnis für Frauen unterzubringen ist. Hinzu kommt zeitlich ein politischer Streit um ein neues Gesetz zur Geschlechtsangleichung.

## Politischer Hintergrund
Im Dezember 2022 stimmte das schottische Regionalparlament für das Gender Recognition Reform Bill des Kabinetts von Nicola Sturgeon, eines Gesetzes zur Änderung des Personenstandes bei abweichender Geschlechtsidentität. Das Gesetz wurde lediglich von den konservativen Torys abgelehnt.
Danach soll bei einer Änderung des Geschlechtseintrags die Pflicht für ein medizinisches Gutachten wegfallen, das Mindestalter von 18 auf 16 gesenkt werden und die Dauer, die eine Person in ihrer neuen Geschlechterrolle gelebt haben muss, soll von zwei Jahren auf drei Monate verkürzt werden. Das Gesetz ist umstritten und soll nach Willen der Kabinetts Sunak verhindert werden.

## Der Fall Isla Bryson
Isla Bryson wurde im Jahr 1992 in Clydebank, Dunbartonshire, Schottland als Adam Graham, männlichen Geschlechts geboren. Am 24. Januar 2023 wurde Bryson wegen der Vergewaltigung von zwei Frauen vom High Court of Justiciary in Glasgow verurteilt. Nach Überzeugung der Jury hatte Bryson 2016 und 2019 in der Gegend von Glasgow und Clydebank die Frauen, die er beim Onlinedating kennengelernt hatte, vergewaltigt.
Während des Prozesses begann Isla Bryson mit einer Prozedur der Geschlechtsanpassung, besuchte einen Kosmetik-Kurs am Ayrshire College und nahm den Namen „Isla Bryson“ an. Laut Brysons Ehefrau, die von ihm getrennt lebt, sei dies ein „Trick“, um bessere Haftbedingungen zu erreichen.
In Schottland entscheidet zunächst der Scottish Courts and Tribunal Service (SCTS)  darüber, wo die neu verurteilten Gefangenen untergebracht werden. Normalerweise werden sie in einem Gefängnis in der Nähe des aburteilenden Gerichts untergebracht. Für Bryson wurde ein Haftbefehl ausgestellt, der eine Unterbringung im HM Prison Barlinnie, einem Männergefängnis in Glasgow, vorsah. Der Scottish Prison Service ist jedoch nicht an den Haftbefehl gebunden, und Bryson wurde stattdessen in das HM Prison Cornton Vale in Stirling eingewiesen, Schottlands einziges reines Frauengefängnis.

## Kontroverse über die Unterbringung von Transpersonen
Es handelte sich nicht um den ersten Fall einer Inhaftierung einer Transfrau als Sexualstraftäterin. Bereits 2022 wurde die verurteilte Sexualstraftäterin Katie Dolatowski in Cornton Vale inhaftiert, dort jedoch von den anderen Gefangenen getrennt. Der Scottish Prison Service führte 2014 erstmals Richtlinien zum Umgang mit Geschlechtsidentität und Geschlechtsumwandlung ein, die er gemeinsam mit der Scottish Trans Alliance erarbeitet hatte. Die Richtlinie rät: Wenn eine Person dauerhaft in einem Geschlecht lebt, das sich von ihrem Geschlecht bei der Geburt unterscheidet, dann soll sie normalerweise entsprechend des „neuen Geschlechtes“ inhaftiert werden. Die Unterbringung von Gefangenen wird von Fall zu Fall beurteilt. Im September 2022 hatte Schottland 15 Transgender-Gefangene auf seinem Gefängnisgelände, vier Transmänner und 11 Transfrauen. Von diesen befanden sich sechs Transfrauen in einem Männergefängnis und fünf in einem Frauengefängnis, während ein Transmann in männlichem und drei in weiblichem Gewahrsam waren. Im Dezember 2022 führte die Entscheidung, Dolatowski nach Cornton Vale zu verlegen, zu Protesten außerhalb des Gefängnisses.
Die Aussicht, dass ein verurteilter Vergewaltiger eine Strafe in einem Frauengefängnis verbüßt, löste eine politische Debatte und Bedenken hinsichtlich der Sicherheit der anderen Gefangenen aus. Der Geschäftsführer von Rape Crisis Scotland sagte: „Es kann nicht richtig sein, dass ein Vergewaltiger in einem Frauengefängnis ist“.
Ein Sprecher von Premierminister Rishi Sunak verglich die Rechtslage in Schottland mit der in England und Wales, wo „Transgender-Frauen eine solide Risikobewertung durchlaufen müssen, die ihre Vorgeschichte und Anatomie berücksichtigt, bevor sie in ein Frauengefängnis verlegt werden können“. Yvette Cooper (Labour), die Schatten-Innenministerin, sagte, „dieser gefährliche Vergewaltiger sollte nicht in einem Frauengefängnis sein“. Damit setzte sie andere Akzente als ihre schottischen Parteifreunde, die dem Transitionsgesetz zugestimmt hatten. Keith Brown, Kabinettssekretär für Justiz von Schottland, sagte im schottischen Parlament, er vertraue dem schottischen Gefängnisdienst bei der Entscheidung, wo Bryson festgehalten werden sollte: „Die Tatsache ist, dass der schottische Gefängnisdienst eine lange Erfolgsgeschichte hat – ich spreche von 20 Jahren und mehr – in der Bewertung der Risiken in unseren Gefängnissen, einschließlich derjenigen, die durch die Anwesenheit von Trans-Gefangenen entstehen – sowohl für die Trans-Gefangenen selbst als auch für andere Gefangene.“

## Verlegung in ein Männergefängnis
Bryson wurde schließlich in ein Männergefängnis verlegt. Auf die parlamentarische Anfrage des konservativen Fraktionsvorsitzenden Douglas Ross erklärte Nicola Sturgeon am 26. Januar 2023, dass Bryson ihre Strafe in Cornton Vale nicht verbüßen dürfe: „Es gibt kein automatisches Recht für eine wegen eines Verbrechens verurteilte Transfrau, ihre Strafe in einem Frauengefängnis zu verbüßen, selbst wenn sie eine Bescheinigung über die Anerkennung des Geschlechts hat. Jeder Fall unterliegt einer strengen individuellen Risikobewertung, und die Sicherheit anderer Gefangener ist von größter Bedeutung.“ Sie erklärte später am Tag zusätzlich, dass das Gesetz zur Reform der Geschlechtsanerkennung keinen Einfluss auf den Fall Bryson habe. Bryson wurde später am selben Tag in einen Männertrakt des HMP Edinburgh verlegt. Später wurde berichtet, dass Sturgeon persönlich in den Fall eingegriffen hatte, um Bryson aus Cornton Vale verlegen zu lassen.